# Antoine Saint-John
Antoine Saint-John (* 11. August 1940 in Avignon; † 2. Juli 1990 in Sartrouville) war ein französischer Schauspieler.

## Leben
Saint-John spielte zunächst auf der Bühne, bevor er sich zu Beginn der 1970er Jahre auch dem Spielfilm zuwandte. Besondere Bekanntheit erhielt der mit hagerem, knochigem, unverwechselbarem Gesicht ausgestattete Schauspieler durch die Rolle des Colonel Gutierrez Reza in Sergio Leones Todesmelodie. Später spielte er u. a. für John Milius und Lucio Fulci.
Saint-John trat unter verschiedenen noms-de-film auf, so als (Jean-)Michel Antoine und Domingo Antoine.

## Filmografie (Auswahl)
- 1971: Todesmelodie (Giù la testa)
- 1972: Zwei Himmelhunde auf dem Weg zur Hölle (Più forte, ragazzi!)
- 1973: Mein Name ist Nobody (Il mio nome è Nessuno)
- 1974: Das Netz der tausend Augen (Le Secret)
- 1975: Der Wind und der Löwe (The Wind and the Lion)
- 1975: Mit Rose und Revolver (Les Brigades du Tigre; Fernsehserie, 1 Folge)
- 1981: Über dem Jenseits (L'aldilà)
- 1985: Ginger und Fred (Ginger e Fred)